# Raúl Fortín
Raúl Fortín (La Plata, 1939-Magdalena, 2000) fue un ilustrador, diseñador gráfico, caricaturista y escritor argentino.
A los nueve años comenzó su formación en las artes plásticas estudiando Bellas Artes. En sus inicios realizaba audiovisuales y material gráfico didácticos para el Ministerio de Educación de la provincia de Buenos Aires; en 1968 comienzan a publicarse sus primeros trabajos realizados para la Editorial Estrada. Especializado en temas infantiles, colaboró también en la revista Billiken y en el suplemento infantil del diario La Nación. Trabajó para gran cantidad de editoriales, entre ellas, Kapelusz y el Centro Editor de América Latina. En 1978 comenzó a colaborar con ilustraciones e historietas en la revista Hum® donde más tarde integraría el equipo creativo. Allí continuó con el trabajo de Tabaré en su tira Protección al menor, con quien también había dibujado Bosquivia para la revista Superhum® con guiones de Carlos Trillo y Guillermo Saccomanno. Una de sus historietas fue Infierno en la Torre, con guion de Eduardo Maicas, que empezó a publicarse en 1986, y el suplemento Sexo salvaje, con guion de Santiago Varela. En esa época creó y fue director de arte de la revista Humi. 
Ilustró a partir de 1979 las tapas de El Péndulo, revista de ciencia ficción que había nacido como suplemento de la revista Hum®. En 1982 participó en los microprogramas Poemas en burbujas, ideados por el productor Pablo Lijtztain y emitidos por Canal 13, en los que realizó animaciones para textos de autores de literatura infantil. Colaboró en muchas campañas destinadas a difundir los derechos del niño, ilustrando carteles y folletos. También diseñó y desarrolló material holográfico para empresas industriales.
Participó en eventos internacionales como festivales de dibujo animado, bienales y congresos, en Alemania, Brasil, Canadá, Cuba, Italia y Polonia. Fue galardonado con el primer premio en la categoría Libros de texto en la Feria Internacional de París  de 1968, y obtuvo una nominación en la edición de 1992 de los Premios Hans Christian Andersen.
Residió en Tolosa, partido de La Plata. Falleció el en Magdalena en el año 2000. En 2017 se le rindió homenaje con la muestra De La Plata al Obelisco, llevada a cabo por la Asociación Argentina de Dibujantes (ADA) sede La Plata en conjunto con la Secretaría local de Cultura y Educación de La Plata.

## Libros
- 1992 - La gran payada. Guion e ilustraciones.

Ilustró dos libros de humor costumbrista con guiones de Juan Carlos Muñiz: El picado, una pasión argentina y El asado, argentinos a la parrilla; y con Fabre el libro Créansenlon en 1989. Con Leticia Uhalde como guionista crearon la colección de libros Los libros dibujados de Editorial Colihue, para la que además diseñó el logotipo de la colección Del pajarito remendado.
Ilustró decenas de libros de literatura infantil de los autores Gustavo Roldán, Jaime Correas, María Elena Walsh, Elsa Lira Gaiero, Ricardo Mariño, María Artigas de Sierra, Antonio Requeni, María Cristina Ramos, Frida Schultz de Mantovani, Graciela Montes, Beatriz Doumerc, Elsa Bornemann, Marta Giménez Pastor, Laura Devetach y Ernesto Camilli.

## Premios
- 1968 - Primer premio en la categoría Libros de texto en la Feria Internacional del Libro de París.
- 1983 - Premio al mejor microprograma de televisión para niños por su ciclo de dibujos animados Poemas en burbujas.
- 1987 - Primer premio en el rubro Historieta, otorgado por el Círculo de Creativos de Publicidad.
- 1988 - Tercer premio en el rubro Diseño, otorgado por el Círculo de Creativos de Publicidad.
- 1992 - Nominado por la Asociación de Literatura Infantil y Juvenil de la Argentina (Alija) para el premio Hans Christian Andersen de la International Board on Books for Young People (IBBY), máxima distinción internacional en el género.